# Complesso di inferiorità
Il complesso di inferiorità è una forma di complesso che consiste in una mancanza di autostima, un dubbio o incertezza legati alla sensazione di non sentirsi all'altezza in una determinata circostanza. Esso è spesso un sentimento inconscio e porta la persona colpita a sentirsi inferiore rispetto agli altri e quindi incapace di credere al raggiungimento di un obiettivo. Parallelamente, il complesso porta a credere che le altre persone siano più preparate, determinate e migliori di se stessi.
Il complesso di inferiorità si può sviluppare in diverse età e in generale può essere anche influenzato da carattere, genetica ed esperienze personali.
Lo psicologo Alfred Adler, nel suo studio di psicologia individuale, ha fatto una distinzione tra i sentimenti di inferiorità primarie e secondarie:
- Un sentimento di inferiorità primario è definito così quando è insito in un bambino ed è frutto di debolezza o di confronti vari con fratelli, amici o anche adulti;
- Un sentimento di inferiorità secondario è invece così definito quando riguarda un adulto e la sua incapacità di raggiungere l'obiettivo finale con sicurezza dei propri mezzi. In questo caso subentrano meccanismi maggiormente vicini al subconscio e nell'adulto potrebbero anche insorgere sentimenti negativi come la depressione o condotte nevrotiche.

Tra le cause che possono determinare il complesso vi sono scoraggiamento, paura di fallire, bassa autostima ed estrazione socio-economica tra gli adulti; carattere, aspettativa, eccesso di critica e sensibilità nei bambini. 
Al complesso di inferiorità si può contrapporre il complesso di superiorità.
Il tema è uno dei tratti caratteriali principali del protagonista del romanzo russo Delitto e castigo.